# Georges Heights, New South Wales
Georges Heights este o suburbie în Sydney, Australia.